# باركلي هينلي
باركلي هينلي هو محامي وسياسي أمريكي، ولد في 17 مارس 1843 في شارلستون في الولايات المتحدة، وتوفي في 15 فبراير 1914 في سان فرانسيسكو في الولايات المتحدة. نشط حزبياً في الحزب الديمقراطي. وقد انتخب عضو مجلس النواب الأمريكي ‏.